# Jack Deakin
John Deakin (29 tháng 9 năm 1912 – tháng 1 năm 2001) là một cầu thủ bóng đá người Anh thi đấu ở vị trí tiền đạo trung tâm ở Football League cho Bradford City.
Deakin sinh ra ở Altofts, Yorkshire.